# Liste des épisodes de Veep

Cette page recense la liste des épisodes de la série télévisée américaine Veep.

## Épisodes
| Saison | Saison | Episodes | Diffusion originale | Diffusion originale |
| Saison | Saison | Episodes | Début de saison     | Fin de saison       |
| ------ | ------ | -------- | ------------------- | ------------------- |
|        | 1      | 8        | 22 avril 2012       | 10 juin 2012        |
|        | 2      | 10       | 14 avril 2013       | 23 juin 2013        |
|        | 3      | 10       | 6 avril 2014        | 8 juin 2014         |
|        | 4      | 10       | 12 avril 2015       | 14 juin 2015        |
|        | 5      | 10       | 24 avril 2016       | 26 juin 2016        |
|        | 6      | 10       | 16 avril 2017       | 25 juin 2017        |

### Première saison (2012)
| N° | # | Titre français    | Titre original  | Réalisation        | Scénario                                        | 1re diffusion | Audiences US (en M.) |
| -- | - | ----------------- | --------------- | ------------------ | ----------------------------------------------- | ------------- | -------------------- |
| 1  | 1 | Collecte de Fonds | Fundraiser      | Armando Iannucci   | Armando Iannucci et Simon Blackwell             | 22 avril 2012 | 1.38                 |
| 2  | 2 | Yaourt glacé      | Frozen Yoghurt  | Armando Iannucci   | Armando Iannucci et Simon Blackwell             | 29 avril 2012 | 1.15                 |
| 3  | 3 | Catherine         | Catherine       | Tristram Shapeero  | Armando Iannucci, Sean Gray et Tony Roche       | 6 mai 2012    | 0.95                 |
| 4  | 4 | Chung             | Chung           | Armando Iannucci   | Armando Iannucci, Sean Gray et Will Smith       | 13 mai 2012   | 0.94                 |
| 5  | 5 | Sobriquets        | Nicknames       | Tristram Shapeero  | Armando Iannucci et Simon Blackwell             | 20 mai 2012   | 0.81                 |
| 6  | 6 | Baseball          | Baseball        | Armando Iannucci   | Armando Iannucci, Simon Blackwell et Tony Roche | 27 mai 2012   | 0.83                 |
| 7  | 7 | Rumeurs           | Full Disclosure | Christopher Morris | Armando Iannucci, Roger Drew et Ian Martin      | 3 juin 2012   | 1.18                 |
| 8  | 8 | Les Larmes        | Tears           | Armando Iannucci   | Armando Iannucci et Jesse Armstrong             | 10 juin 2012  | 1.08                 |

### Deuxième saison (2013)
Le 30 avril 2012, la série a été renouvelée pour une deuxième saison de 10 épisodes diffusé depuis le 14 avril 2013.
| N° | #  | Titre français            | Titre original       | Réalisation        | Scénario                                        | 1er diffusion | Audiences US (en M.) |
| -- | -- | ------------------------- | -------------------- | ------------------ | ----------------------------------------------- | ------------- | -------------------- |
| 9  | 1  | Mi-Mandat                 | Midterms             | Christopher Morris | Armando Iannucci et Will Smith                  | 14 avril 2013 | 1,19                 |
| 10 | 2  | Signaux                   | Signals              | Chris Addison      | Armando Iannucci et Simon Blackwell             | 21 avril 2013 | 1,11                 |
| 11 | 3  | Otages                    | Hostages             | Chris Addison      | Armando Iannucci et Sean Gray                   | 28 avril 2013 | 1,32                 |
| 12 | 4  | Le Dîner Vic Allen        | The Vic Allen Dinner | Chris Addison      | Armando Iannucci et Simon Blackwell             | 5 mai 2013    | 1,19                 |
| 13 | 5  | Helsinki                  | Helsinki             | Becky Martin       | Armando Iannucci et Ian Martin                  | 12 mai 2013   | 1,21                 |
| 14 | 6  | Andrew                    | Andrew               | Christopher Morris | Armando Iannucci et Tony Roche                  | 19 mai 2013   | 1,09                 |
| 15 | 7  | Paralysie Gouvernementale | Shutdown             | Becky Martin       | Armando Iannucci, Simon Blackwell et Tony Roche | 2 juin 2013   | 1,21                 |
| 16 | 8  | Première réponse          | First Response       | Armando Iannucci   | Armando Iannucci et Roger Drew                  | 9 juin 2013   | 1,10                 |
| 17 | 9  | Course                    | Running              | Tim Kirkby         | Armando Iannucci, Sean Gray et Will Smith       | 16 juin 2013  | 1,03                 |
| 18 | 10 | D.C.                      | D.C.                 | Tim Kirkby         | Armando Iannucci et Tony Roche                  | 23 juin 2013  | 0,99                 |

### Troisième saison (2014)
| N° | #  | Titre français      | Titre original       | Réalisation        | Scénario                                                      | 1er diffusion | Audiences US (en M.) |
| -- | -- | ------------------- | -------------------- | ------------------ | ------------------------------------------------------------- | ------------- | -------------------- |
| 19 | 1  | Nouveaux départs    | Some New Beginnings  | Chris Addison      | Armando Iannucci, Sean Gray et Will Smith                     | 6 avril 2014  | 0,96                 |
| 20 | 2  | Le choix            | The Choice           | Becky Martin       | Armando Iannucci, Roger Drew et Ian Martin                    | 13 avril 2014 | 0,86                 |
| 21 | 3  | Alicia              | Alicia               | Christopher Morris | Armando Iannucci, Sean Gray et Ian Martin                     | 20 avril 2014 | 0,77                 |
| 22 | 4  | Clovis              | Clovis               | Armando Iannucci   | Armando Iannucci, Kevin Cecil et Roger Drew et Andy Riley     | 27 avril 2014 | 0,92                 |
| 23 | 5  | Pêcher              | Fishing              | Becky Martin       | Armando Iannucci et Georgia Pritchett et Will Smith           | 4 mai 2014    | 1,02                 |
| 24 | 6  | Détroit             | Détroit              | Tim Kirkby         | Armando Iannucci, Kevin Cecil et David Quantick et Andy Riley | 11 mai 2014   | 1,06                 |
| 25 | 7  | Relations Spéciales | Special Relationship | Becky Martin       | Simon Blackwell, Armando Iannucci et Tony Roche               | 18 mai 2014   | 1,09                 |
| 26 | 8  | Débat               | Debate               | Armando Iannucci   | Armando Iannucci, David Quantick et Tony Roche                | 1er juin 2014 | 1,06                 |
| 27 | 9  | La caisse en bois   | Crate                | Chris Addison      | Armando Iannucci, Simon Blackwell et Georgia Pritchett        | 8 juin 2014   | 0,95                 |
| 28 | 10 | New Hampshire       | New Hampshire        | Chris Addison      | Simon Blackwell, Armando Iannucci et Tony Roche               | 8 juin 2014   | 0,95                 |

### Quatrième saison (2015)
| N° | #  | Titre français         | Titre original      | Réalisation      | Scénario                                                         | 1er diffusion | Audiences US (en M.) |
| -- | -- | ---------------------- | ------------------- | ---------------- | ---------------------------------------------------------------- | ------------- | -------------------- |
| 29 | 1  | Titre français inconnu | Joint Session       | Chris Addison    | Armando Iannucci, Simon Blackwell et Georgia Pritchett           | 12 avril 2015 | 1.05                 |
| 30 | 2  | Titre français inconnu | Data                | Stéphanie Laing  | Armando Iannucci, Simon Blackwell et Neil Gibbons et Rob Gibbons | 19 avril 2015 | 0.99                 |
| 31 | 3  | Titre français inconnu | Alicia              | Becky Martin     |                                                                  | 26 avril 2015 | 0.98                 |
| 32 | 4  | Titre français inconnu | Tehran              | Becky Martin     |                                                                  | 3 mai 2015    | 0.98                 |
| 33 | 5  | Titre français inconnu | Convention          | Stéphanie Laing  |                                                                  | 10 mai 2015   | 0.82                 |
| 34 | 6  | Titre français inconnu | Storms and Pancakes | Chris Addison    |                                                                  | 17 mai 2015   | 0.74                 |
| 35 | 7  | Titre français inconnu | Mommy Meyer         | Becky Martin     |                                                                  | 24 mai 2015   | 0.98                 |
| 36 | 8  | Titre français inconnu | B/ill               | Becky Martin     |                                                                  | 31 mai 2015   | 0.99                 |
| 37 | 9  | Titre français inconnu | Testimony           | Armando Iannucci |                                                                  | 7 juin 2015   | 0.91                 |
| 38 | 10 | Titre français inconnu | Election Night      | Chris Addison    |                                                                  | 14 juin 2015  | 1.11                 |

### Cinquième saison (2016)
| N° | #  | Titre français         | Titre original | Réalisation | Scénario | 1er diffusion | Audiences US (en M.) |
| -- | -- | ---------------------- | -------------- | ----------- | -------- | ------------- | -------------------- |
| 39 | 1  | Le lendemain matin     | Morning After  |             |          | 24 avril 2016 |                      |
| 40 | 2  | Titre français inconnu |                |             |          | 1 mai 2016    |                      |
| 41 | 3  | Titre français inconnu |                |             |          | 8 mai 2016    |                      |
| 42 | 4  | Titre français inconnu |                |             |          | 15 mai 2016   |                      |
| 43 | 5  | Titre français inconnu |                |             |          | 22 mai 2016   |                      |
| 44 | 6  | Titre français inconnu |                |             |          | 29 mai 2016   |                      |
| 45 | 7  | Titre français inconnu |                |             |          | 5 juin 2016   |                      |
| 46 | 8  | Titre français inconnu |                |             |          | 12 juin 2016  |                      |
| 47 | 9  | Titre français inconnu |                |             |          | 19 juin 2016  |                      |
| 48 | 10 | Titre français inconnu |                |             |          | 26 juin 2016  |                      |

### Sixième saison (2017)
| N° | #  | Titre français         | Titre original | Réalisation | Scénario | 1er diffusion | Audiences US (en M.) |
| -- | -- | ---------------------- | -------------- | ----------- | -------- | ------------- | -------------------- |
| 49 | 1  | Titre français inconnu |                |             |          | 16 avril 2017 |                      |
| 50 | 2  | Titre français inconnu |                |             |          | 23 avril 2017 |                      |
| 51 | 3  | Titre français inconnu |                |             |          | 30 avril 2017 |                      |
| 52 | 4  | Titre français inconnu |                |             |          | 7 mai 2017    |                      |
| 53 | 5  | Titre français inconnu |                |             |          | 14 mai 2017   |                      |
| 54 | 6  | Titre français inconnu |                |             |          | 21 mai 2017   |                      |
| 55 | 7  | Titre français inconnu |                |             |          | 28 mai 2017   |                      |
| 56 | 8  | Titre français inconnu |                |             |          |               |                      |
| 57 | 9  | Titre français inconnu |                |             |          |               |                      |
| 58 | 10 | Titre français inconnu |                |             |          |               |                      |